# 伊勢大橋

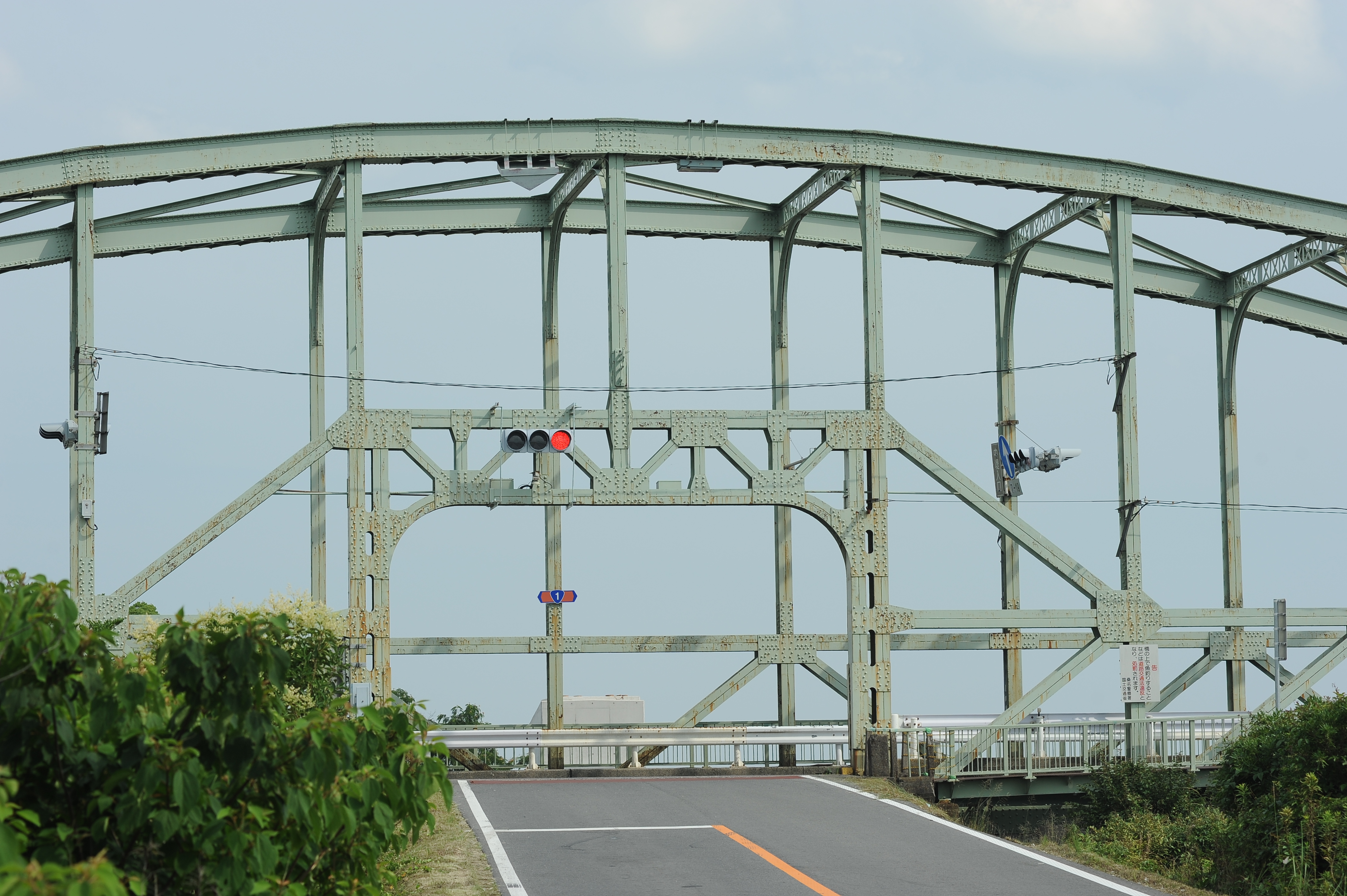
中堤入口交差点

伊勢大橋（いせおおはし）は、三重県桑名市の長良川、揖斐川にかかる国道1号の橋である。
長良川と揖斐川の合流区域に位置し、千本松原の南端を跨ぐ。千本松原の上を走る県道（三重県道106号桑名海津線）が橋に直接接続しており、橋の中ほどに丁字路交差点がある（中堤入口交差点）。なお、中堤入口交差点および西詰交差点においては7:00 - 19:00の間、長島町方面からの下り車両は右折禁止である。

## 概要
- 供用開始：1934年（昭和9年）[1]
- 延長：1,105.8m[2]
- 幅員：7.5m[2]
- 橋梁形式：下路ランガートラス橋[2]
  - 15連 支間長：72.8m（架橋当時、東洋一）[2]
  - 下路ランガートラス鋼橋とは、トラスを上弦のアーチで吊り下げる構造の橋である。当時の最高技術である。
- 所在地：三重県桑名市長島町十日外面 - 三重県桑名市福島[2]
- 設計者：増田淳

## 沿革
伊勢大橋の開通前、三重県営の渡船が運航されていたが、重量物の運搬ができず、天候にも左右されたため、国庫の補助を得て建設された。1930年（昭和5年）9月に起工し、まず間組が下部を建設、続いて大阪鉄工所が上部を、日本鉱業と大日本アスファルト工業が橋面舗装を行い、1934年（昭和9年）5月に竣工した。当時は東洋一であった。太平洋戦争時、交通重要地点としてアメリカ軍の攻撃目標となっており、現在も数か所に機銃掃射の弾痕が見られる。爆撃も受けているが、爆弾は外れたという。
橋の竣工を記念し花火大会が催され、桑名水郷花火大会として現在まで続いている。
老朽化のため架替事業が予定されており、2015年（平成27年）9月19日に桑名市役所長島町総合支所で着工式が挙行された。計画ではまず2車線の新橋を建設し、旧橋を撤去、その後2車線を追加して計4車線の橋を建設する予定である。新橋は1,012mで総事業費490億円、5年での完成を目標としている。この事業には伊勢大橋周辺の桑名市東部の国道1号を4車線に拡幅する工事も含まれている。
国は２０２３年度から保存のありかたを検討。特徴的な構造が分かる橋梁の一部や、機銃掃射の痕が分かる部分を旧橋のたもと付近に移設する案や、歴史的・文化的価値を説明する碑の設置する案、橋全体の様子の電子資料による保存も検討していると報じられた。

## 沿線
- 長良川河口堰
- 千本松原
- なばなの里

## 隣の橋

### 長良川
（上流）-  長良川大橋 - 揖斐長良川水管橋 - 揖斐長良川橋（東名阪自動車道） - 揖斐・長良川橋梁（JR関西本線） - 揖斐・長良川橋梁（近鉄名古屋線） - 伊勢大橋（国道1号） - 長良川河口堰  - 揖斐長良大橋（国道23号：名四国道） - 湾岸揖斐川橋（伊勢湾岸自動車道） - （下流・河口）

### 揖斐川
（上流） - 油島大橋 - 揖斐長良川水管橋 - 揖斐長良川橋（東名阪自動車道） - 揖斐・長良川橋梁（JR関西本線） - 揖斐・長良川橋梁（近鉄名古屋線） - 伊勢大橋（国道1号） - 揖斐長良大橋（国道23号：名四国道） - 湾岸揖斐川橋（伊勢湾岸自動車道） - （下流・河口）